# Thomas Helmer
Thomas Helmer, född 21 april 1965, är en tysk före detta fotbollsspelare, försvarare, libero.
Thomas Helmer var under flera år en av profilerna i Bayern München och var med och vann UEFA-cupen 1996. I landslaget debuterade Helmer 1990 och var med i EM och VM med den största framgången i EM-guldet 1996. I dag arbetar Helmer som expertkommentator för Deutsches Sportfernsehen. 

## Meriter
- 68 A-landskamper för Tysklands herrlandslag i fotboll
- EM i fotboll: 1992, 1996
  - EM-guld 1996
- VM i fotboll: 1994, 1998
- Tysk mästare 1997, 1999
- UEFA-cupen 1996